# Janez Vipotnik
Janez Vipotnik, slovenski politik, novinar in pisatelj, * 21. avgust 1917, Zagorje ob Savi, † 21. april 1998, Ljubljana.

## Življenje
Janez Vipotnik, brat pesnika Ceneta Vipotnika, je obiskoval realno gimnazijo v Ljubljani (danes Gimnazija Bežigrad), nato pa študiral na Gradbeni fakulteti (šest semestrov). Leta 1942 je odšel v partizane. Med narodnoosvobodilnimi boji je bil politični komisar 15. divizije (od februarja 1944) in 7. korpusa (od marca 1945). Po osvoboditvi je opravljal pomembne politične funkcije: bil je predsednik Zveze slovenske mladine (1945-47) in sekretar PK SKOJ za Slovenijo (1945-46), organizacijski sekretar IO OF (1948-49), marca 1949 sekretar OK KPS za Goriško, 1950-54 pa delal v vladi LRS (minister za uvoz in izvoz, predsednik sveta za gradnje, minister oz. sekretar za gospodarstvo 1952–53) in kot član Izvršnega sveta, nato sekretar OK ZKS Ljubljana (1954–60), glavni urednik Dela (1960–63), sekretar Zveznega izvršnega sveta za kulturo in prosveto (1963–67), predsednik Republiške konference SZDL Slovenije (1967–73), 1973–77 generalni direktor RTV Ljubljana (kasneje predsednik sveta oz. 1982–84 predsednik skupščine RTV). 1978–84 je bil predsednik ZZB NOVS (zdaj Zveza združenj borcev za vrednote NOB Slovenije) Bil je član CK ZKS (od 1954), CK ZKJ (1958–69), izvršnega komiteja CK ZKS od 1959 oz. kasneje predsedstva CK ZKS (1966–68 in 1974–86)  ter član predsedstva SRS (1974–78).

## Delo
Janez Vipotnik se je kot pisatelj posvetil predvsem vojni tematiki. Pisal je predvsem novele in romane, uveljavil pa se je tudi kot mladinski pisec.
V njegovih mladinskih delih najdemo tako kratko realistično prozo v slikaniški obliki za najmlajše kot tudi zgodbe za starejše otroke. Med reprezentativnimi so slikanice, kjer je imel glavno vlogo pes Diko (Zgodbe o Diku, Dikove nezgode, Tinkatonka), v zgodbah za starejše otroke pa velikokrat zasledimo partizane in domobrance (Mati Brodarička, 5rova druščina). 
Po njegovem romanu Doktor je režiser Vojko Duletič leta 1985 posnel film Doktor, Janez Drozg pa je istega leta po njegovi knjigi Rodna letina v sodelovanju z RTV Slovenija posnel istoimensko nadaljevanko. 
Režiser Matjaž Klopčič je leta 1983 posnel dokumentarni film z naslovom Portret Janeza Vipotnika, ki je bil predvajan na nacionalni televiziji.

## Priznanja in nagrade
- partizanska spomenica 1941
- 1978 Župančičeva nagrada
- 1980 Kajuhova nagrada

### Mladinska dela
- Hruška (1958) (COBISS)
- Zgodbe o Diku (1972) (COBISS)
- Naš Diko (1972) (COBISS)
- Mati Brodarička (1974) (COBISS)
- Tinkatonka (1977) (COBISS)
- Strah (1977) (COBISS)
- Runo (1977) (COBISS)
- Diko na potepu (1977) (COBISS)
- 5rova druščina (1978) (COBISS)
- Dikove nezgode (1980) (COBISS)
- Tilen (1982) (COBISS)
- Zgode o Izotu (1987) (COBISS)
- Druga stran medalje (1988) (COBISS)

### Dela za odrasle
- Iz zanke (1951) (COBISS)
- Balada o Kovačici (1973) (COBISS)
- Rodna letina (1976) (COBISS)
- Enainštirideseto (1977) (COBISS)
- OF (1979) (COBISS)
- Petinštirideseto (1979) (COBISS)
- Ledina (1980) (COBISS)
- Edvard Kardelj v besedi in sliki (1981) (COBISS)
- Doktor (1982) (COBISS)
- Oj ta mlinar (1983) (COBISS)
- Soncu naproti (1985) (COBISS)